# Creedia alleni
Creedia alleni är en fiskart som beskrevs av Nelson, 1983. Creedia alleni ingår i släktet Creedia och familjen Creediidae. Inga underarter finns listade i Catalogue of Life.